# ダリル・ワシントン
ダリル・ワシントン（Daryl Washington 1986年10月9日- ）はテキサス州ダラス出身の元アメリカンフットボール選手。NFLのアリゾナ・カージナルスに所属していた。現役時代のポジションはラインバッカー。

## 経歴

### プロ入りまで
テキサスクリスチャン大学に入学、1年次の2006年、ラインバッカー、スペシャルチームでプレーし、16タックルをあげた。2年次には32タックル、3パントブロックをあげた。3年次には、チーム4位の63タックルをあげた。ボイシ州立大学とのポインセチアボウルでは、6タックル、3パスディフェンスをあげてチームの勝利に貢献した。4年次の2009年には、109タックルをあげて、バトカス賞（カレッジフットボール最高のラインバッカーに与えられる賞）のセミファイナリスト12人の中にも残る活躍で、マウンテン・ウェスト・カンファレンスのファーストチーム、オールアメリカンファーストチームに選ばれた。フィエスタボウルでは、10タックル（3.5ロスタックル）をあげた。
ドラフト前、彼はスポーツ・イラストレイテッドよりドラフト候補のアウトサイドラインバッカーで、4位にランクされた。

### アリゾナ・カージナルス
2010年のNFLドラフト2巡全体47位でアリゾナ・カージナルスに指名された。7月30日、カージナルスと4年契約を結んだ。
1年目の2010年、シーズン途中からはインサイドラインバッカーとしてプレーした。この年、78タックル、1サック、1ファンブルフォース、1インターセプトをあげた。第14週のデンバー・ブロンコス戦では40ヤードのインターセプトリターンTDをあげたが、後に1ヤード地点でファンブル、ダーネル・ドケットのTDに訂正された。
2012年、第4週のマイアミ・ドルフィンズ戦ではライアン・タネヒルをサック、ファンブルフォースで攻撃権を奪取、カージナルスの開幕4連勝に貢献した。第7週、第8週の試合ではそれぞれ2サックをあげて、開幕から8試合でリーグ3位の8サックをあげた。この年、134タックル、9サック、2ファンブルフォースをあげて、オールプロセカンドチームに選ばれた。また第47回スーパーボウルに出場するパトリック・ウィリスの代役としてプロボウルに選ばれた。
2013年4月3日、リーグの行動規定に反したとして、NFLから開幕4試合の出場停止処分を受けた。5月3日、元交際相手の女性への暴行罪で、アリゾナ州フェニックスで逮捕された。女性はあざや切り傷、擦り傷に加えて鎖骨を骨折していた。5月5日、4200ドルの保釈金を払って釈放された。